# Gabriel Cullaigh
Gabriel Rowan Cullaigh (Holmfirth, 8 aprile 1996) è un ex ciclista su strada e pistard britannico, attivo come Under-23/Elite dal 2015 al 2022.

## Palmarès

### Strada
- 2014 (Juniores)

Guido Reybrouck Classic
3ª tappa Junior Tour of Wales
- 2015 (100% Me, una vittoria)

1ª tappa Corsa della Pace Under-23 (Jeseník > Rýmařov)
- 2018 (Team Wiggins, tre vittorie)

1ª tappa Volta ao Alentejo (Vendas Novas > Serpa)
6ª tappa Volta ao Alentejo (Castelo de Vide > Évora)
East Midlands International Cicle Classic
- 2019 (Team Wiggins-Le Col, una vittoria)

3ª tappa Volta ao Alentejo (Santiago do Cacém > Mora)

#### Altri successi
- 2015 (100% Me)

Grand Prix Dewailly
Stafford Kermesse
- 2016 (100% Me)

Ledegem
- 2018 (Team Wiggins)

1ª tappa Tour Series (Redditch)
Leicester Kermesse Castle Classic

### Pista
- 2014

Campionati britannici, Scratch Junior

## Piazzamenti

### Classiche monumento
- Milano-Sanremo

2020: ritirato
- Parigi-Roubaix

2021: ritirato

### Competizioni mondiali
- Campionati del mondo di ciclismo su strada

Ponferrada 2014 - In linea Junior: ritirato
Richmond 2015 - In linea Under-23: ritirato
Doha 2016 - In linea Under-23: 79º

### Competizioni europee
- Campionati europei su strada

Plumelec 2016 - In linea Under-23: 5º
Alkmaar 2019 - In linea Elite: ritirato
Plouay 2020 - In linea Elite: ritirato
- Campionati europei su pista

Anadia 2014 - Inseguimento a squadre Junior: 2º
Anadia 2014 - Corsa a punti Junior: 3º
Anadia 2014 - Scratch Junior: 2º
Anadia 2014 - Americana Junior: 8º
- Giochi europei

Minsk 2019 - In linea: 22º